# Большетуганеєво
Большетугане́єво (рос. Большетуганеево, башк. Оло Туғанай) — присілок у складі Калтасинського району Башкортостану, Росія. Входить до складу Тюльдинської сільської ради.
Населення — 314 осіб (2010; 336 у 2002).
Національний склад:
- удмурти — 95 %